# Еме Писи
Пиер Жозеф Еме Писи (Педро Хосе Амадео Писи) (на френски: Pierre Joseph Aimé Pissis; на испански: Pedro José Amadeo Pissis Marín) е френски географ, геодезист и геолог на чилийска служба.

## Биография

### Произход и младежки години (1812 – 1848)
Роден е на 17 май 1812 година в Бриуд, регион Оверн, Франция, в семейство на лекар. Завършва геология, специалност минен инженер. След дипломирането си постъпва на работа в Националния музей по естествена история, в отдела по геология. През 1834 публикува първия си труд за древните вулкани в Централна Франция. Като член на Парижката академия на науките заминава за изследвания в Бразилия и Боливия, но скоро напуска тези страни поради политическите размирици.

### Изследователска дейност в Чили (1848 – 1875)
През 1848 пристига в Чили и от пристанището във Валпарайсо се качва на кораб, за да се върне във Франция, когато е посетен от чилийския министър на вътрешните работи и му е предложена работа в страната. На 10 октомври 1848 постъпва на работа в Чилийското вътрешно министерство като ръководител на Чилийското географско управление, където по това време са съсредоточени топографската, геоложката и метеорологичната служби.
От 1849 до 1868 извършва триангулачни измервания в Средно Чили, в резултат на които през 1875 е издадена едромащабна топографска карта на Средно Чили между 27º ю.ш. (река Копяпо) и 38º ю.ш. (река Империал). Същата година (1875) публикува монографията „Geografia fisica de la Republica de Chile“ (в превод „Физическа география на Република Чили“), където в първата част е разгледана орографията на страната, във втората – геоложките формации, третата е посветена на метеорологията, четвъртата – водите, а в петата – флората и фауната.
През 1870 е назначен за ръководител на Чилийската географска статистическа служба. През 70-те години на ХІХ век изследва пустинята Атакама и ѝ посвещава специален труд (издаден през 1877 – 1878), където особено внимание отделя на нейната геология.

### Следващи години (1875 – 1889)
През 1875 присъства на Международния геоложки конгрес в Париж, където представя току-що публикуваната си книга за Чили.
Умира на 21 януари 1889 година в Сантяго де Чиле на 75-годишна възраст.

## Памет
Неговото име носи третия по височина връх в Андите и втори по височина вулкан в света Монте Писи (6795 м, 27°45′ ю. ш. 68°48′ з. д. / 27.75° ю. ш. 68.8° з. д.), на територията на Аржентина.